# MIM-14 Nike Hercules
Il MIM-14 Nike Hercules è un missile di fabbricazione statunitense per la difesa antiaerea. Prodotto a partire dagli anni cinquanta fu in dotazione a molte forze armate che aderivano alla NATO e fu successivamente sostituito dal Patriot.

## Generalità

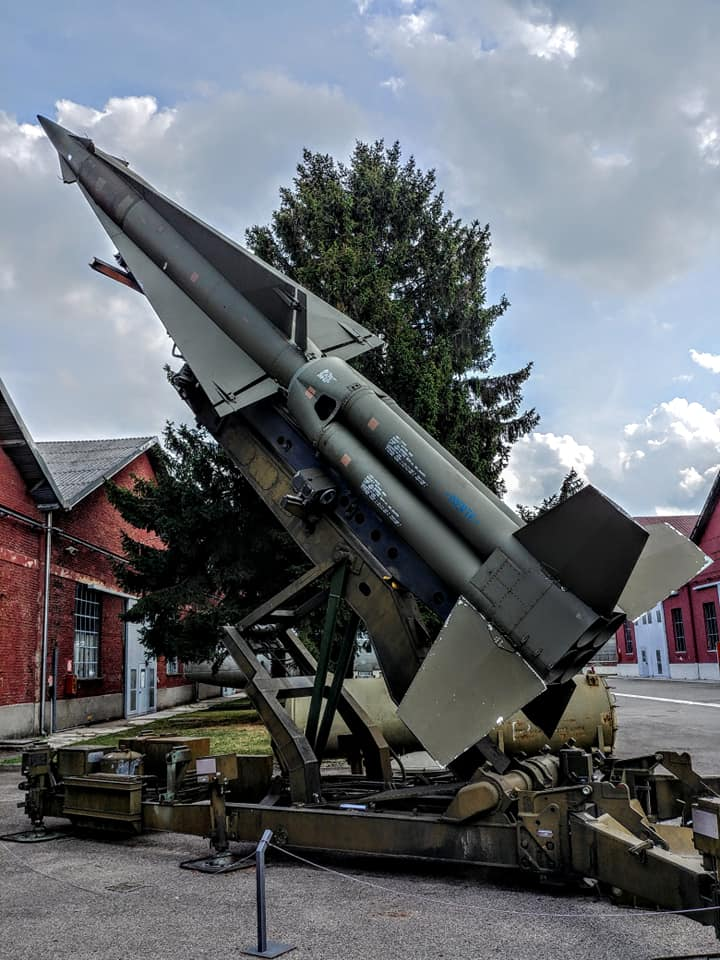
Hercules esposto al Parco e Museo di Volandia.

Il missile Nike Hercules fece il suo ingresso nel 1958. Pesava circa 5 tonnellate, con 4 motori a razzo ausiliari (booster) che dopo aver raggiunto 1,5 Mach si sganciavano (dopo circa 4 secondi dall'accensione).
Venne utilizzato anche tra le schiere dell'Aeronautica Militare Italiana, che equipaggiò 3 stormi (complessivamente 96 lanciatori) con il suddetto sistema terra-aria.
In procinto di essere sostituito dal più piccolo e moderno Patriot, il Nike venne progressivamente messo in disuso, anche in Italia, nel 2007.

## Origini
Nel 1951, 2 anni prima che l'Ajax entrasse in servizio, ci si era resi conto che tale arma richiedeva attrezzature troppo costose e pesanti per quello che offriva, con siti in cemento armato e sistemati parzialmente sotto terra. L'arma non solo era totalmente fissa, ma non aveva testate nucleari per l'impiego contro formazioni di bombardieri, né le prestazioni per ingaggiare aerei e missili supersonici in maniera pratica.
Così nel 1953 si avviò ufficialmente il programma per un rimpiazzo dell'arma. La Western Electric riuscì a progettare il nuovo missile richiesto per rimpiazzare l'Ajax in modo tale che esso sfruttasse sia le infrastrutture che i calcolatori di questo, troppo costosi per andare rottamati a 5 anni dall'entrata in servizio. I primi lanci ebbero luogo già nel 1955, ma i componenti usati erano in buona parte quelli dell'Ajax. Tra questi i 4 booster a propellente liquido, che già da soli erano fonte di complicazioni e problemi, ma arrangiati in un gruppo di 4 erano veramente pessimi e pericolosi. Così vennero cambiati con booster a propellente solido: questo accadde nel 1957, ma l'anno prima era già avvenuta la prima intercettazione riuscita di un bersaglio aereo.
Originariamente il missile venne chiamato SAM-A-25 Nike Hercules, ma poi nelle varie vicissitudini che ebbero le designazioni americane di quel decennio, venne ribattezzato M6, e infine MIM-14. Nel 1958 esso entrò in servizio, rimpiazzando l'Ajax per le basi a difesa di New York, Chicago e Washington.

## Tecnica
Il nuovo sistema missilistico era quindi stato progettato per essere un'arma formidabile. Esso aveva prestazioni per l'epoca eccezionali, soprattutto in termini di gittata e di quota, tanto che i bombardieri pilotati stratosferici, anche se supersonici, vennero messi in dubbio, e dopo l'avvento di questo sistema non avrebbero più avuto la stessa importanza di prima.

### Missile
La sua struttura, molto caratteristica, era aguzza e possente al tempo stesso, con un insieme di caratteristiche che lo rendevano unico tra i pur numerosi missili antiaerei dell'epoca. Esso era bistadio: il primo aveva ben 4 motori a razzo con propellenti solidi, riuniti in un complesso chiamato M42, studiato per ridurre la lunghezza del missile a valori accettabili, e realizzato con i motori di accelerazione (booster) M5E1. Esso era dotato anche di 4 ali cruciformi per la stabilizzazione. Questo complesso pesava da solo 2345 kg e dava quasi 80.000 kg di spinta per 3,4 secondi.
Una volta finita la spinta, veniva sganciato per non appesantire inutilmente il corpo missile vero e proprio, di diametro minore, e che era dotato di una struttura a 'pallottola allungata', con 4 alette anteriori fisse, 4 grandi alette triangolari posteriori per la stabilità del volo ma anche con elevoni per il controllo della direzione e quota, sistemati nella parte finale.
Questo stadio pesava da solo 2500 kg, che non solo era il doppio dell'Ajax ma anche oltre il peso del principale equivalente sovietico, il SA-2 Guideline, calcolato con tanto di booster di accelerazione. Questo illustra come mai l'Hercules avesse prestazioni tanto elevate (basti pensare che l'equivalenza sarebbe stato un SA-2 tristadio). Anche questo stadio aveva un motore a razzo solido, un sostainer Thiokol M30 da 5000kgs, sufficienti per un rapporto potenza peso di 2:1, e una velocità che arrivava a oltre mach 3. Questo motore funzionava per 29 secondi, dopo di che il missile continuava a volare solo per inerzia.
Dal momento che la velocità massima era di circa 1 km al secondo, gran parte del volo, oltre 110 km, veniva percorsa senza alcun sistema di propulsione attivo. L'SA-2 aveva un motore di sostentazione funzionante per circa 22 secondi, ma nonostante questa similarità e la velocità massima analoga, la massima gittata arrivava 'solo' a circa 50 km, sempre calcolata ad alta quota, dove l'attrito ridotto rendeva possibile andare molto più lontano che alle quote minori. Verosimilmente questo dipendeva da una maggiore efficienza aerodinamica dell'Hercules.
La testata era di 2 tipi:
- una T45 a frammentazione, con un peso di circa 280 kg, costituita da una carica esplosiva che scagliava tutto intorno 20.000 frammenti di acciaio da 140 grani;
- oppure, una testata nucleare W-31 con potenza variabile di 2, 20 o 40 Kiloton (vi erano 3 versioni). Essa era di tipo speciale, in quanto si trattava di un'arma a fissione potenziata con idrogeno pesante in una cavità centrale del nucleo di plutonio, che aumentava il rendimento dal 20 al 40% e rendeva l'arma meno suscettibile di esplodere prematuramente in caso di irraggiamento da radiazioni nucleari di vicine esplosioni.

In tutti i casi la spoletta esplodeva con comando radio da terra.
Anche la guida del missile era su comando radio. Non appare infatti che esso avesse nessun sistema di bordo per l'acquisizione semiautonoma o autonoma del bersaglio di tipo radar o IR, ma le alette anteriori erano utilizzate come antenne per ricevere i comandi radio da terra, mentre esisteva un trasponder per dare la posizione del missile alla stazione radar. Nemmeno i modelli aggiornati hanno introdotto tali sistemi e quindi sono risultati più vulnerabili alle contromisure di disturbo elettronico di quanto accadeva ad altri missili successivi, o aggiornati con tecnologie migliorate (esempio, il missile RIM-2 Terrier).

### Sistemi di guida
Gli apparati a terra vennero presto migliorati rispetto a quelli dell'Ajax, per sfruttare appieno le prestazioni offerte dal nuovo missile: la cosa non è sorprendente se si considera che l'incremento di gittata è di oltre 3 volte, mentre la quota subì un incremento del 50%, per un totale di volume aereo controllato aumentato di almeno 12 volte.

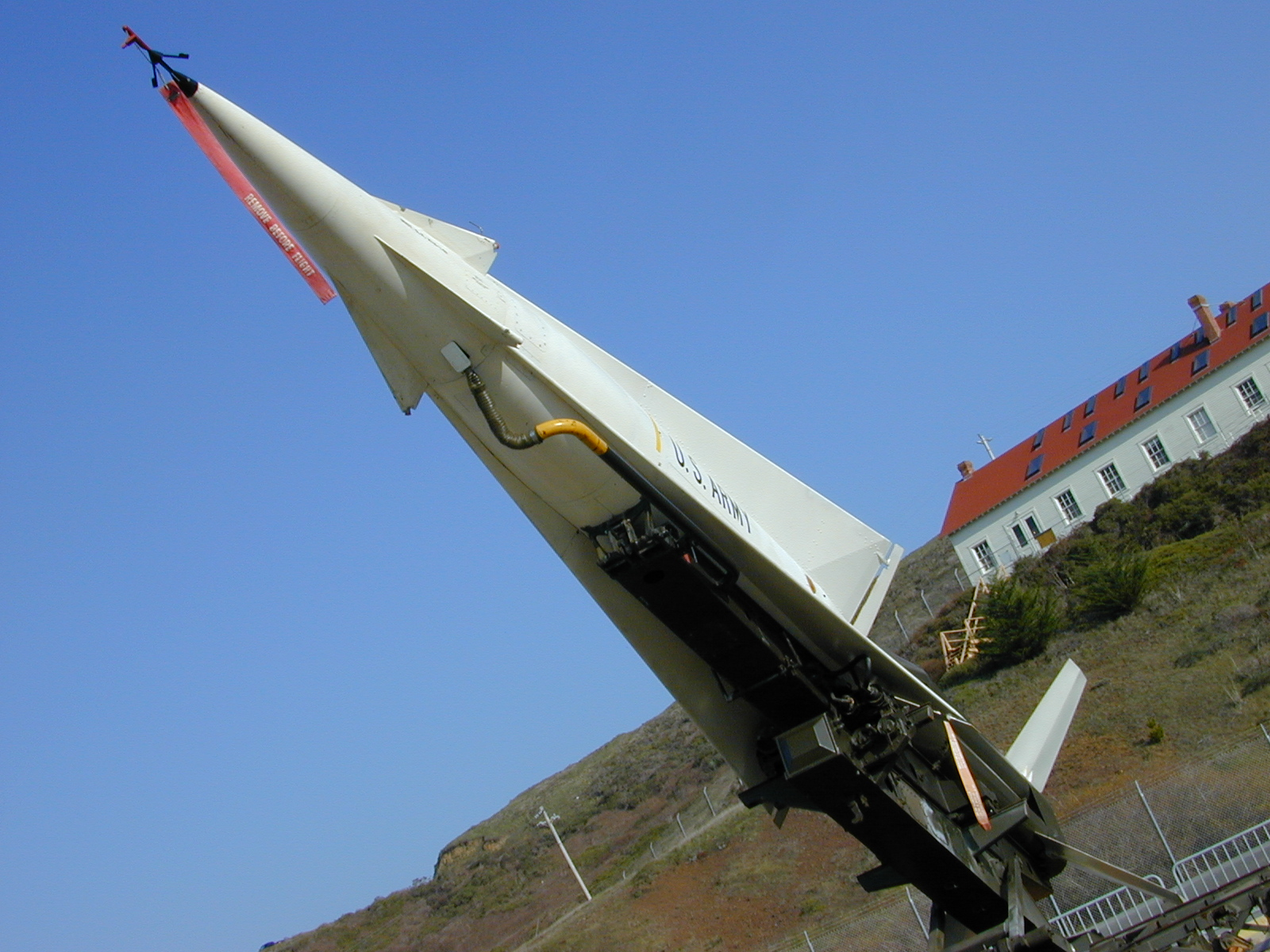
Nike Hercules

Il radar di terra aveva in genere una disposizione a 'T', con una serie di cupole e di antenne allineate contenenti le varie apparecchiature di guida ed un computer di elaborazione dati. Nell'insieme queste attrezzature, come illustrato dai manuali di uso, erano un campionario dell'elettrotecnica 'di punta' degli anni '50.
- Uno degli elementi nuovi rispetto al parco elettronico dell'Ajax era l'HIPAR, radar di acquisizione ad alta potenza, della General Electric. Esso aveva una portata di oltre 320 km contro bersagli ad alta quota, e quantomeno con i miglioramenti in seguito ottenuti, possedeva anche la capacità di inseguimento di missili balistici, fino a velocità di oltre 4000 km/h. Operava da dentro una caratteristica cupola in materiale dielettrico, con una potenza di picco di ben 6 MW. Quando poi l'HIPAR venne ulteriormente migliorato divenne l'EFS/ATBM HIPAR, con una potenza di picco di 7,5 MW e capacità contro i missili balistici a corto raggio. Si trattava del primo radar tattico che possedeva la capacità di fuoco contro missili balistici a corto raggio, mentre anche la resistenza alle contromisure elettroniche nemiche era migliorata.
- Un altro radar presente, come back-up di questo, era l'AAR, con portata uguale ma solo 700 kW di potenza di picco. Questo era il tipo precedente del Ajax e restava nella cupola che conteneva anche l'HIPAR.
- Vennero migliorati anche i radar di inseguimento del bersaglio e di misurazione distanza, i TTR (Target Track Radar) e TRR (Target and Ranging Radar), capaci di 200 km di portata e introdotto un radar LOPAR (Low Power Acquisition Radar), per l'acquisizione del bersaglio a bassa quota, 230 km di portata e 1 MW di picco.
- Infine vi era il MTR (Missile Tracking Radar), radar per l'inseguimento del missile (per il controllo della sua traiettoria), che convertiva i comandi del computer di tiro in segnali RF da inviare al missile, con una portata di 200 km (erano 55 per il sistema analogo dell'Ajax) e 140 kW di potenza di picco.

Il sistema di ingaggio prevedeva quindi che tutti questi radar si integrassero e dopo che uno o più delle 3 diverse apparecchiature di scoperta (AAR, HIPAR, LOPAR) avesse avvistato il bersaglio e identificato come nemico tramite l'IFF (Identification friend or foe), vi guidassero contro un missile Hercules alla volta. I dati venivano fusi anche con quelli dei radar di TTR e TRR, che controllavano la quota e la distanza del bersaglio. Quando il missile veniva portato abbastanza vicino al bersaglio, il computer ordinava l'esplosione della testata, trasmessa dall'MTR. Notare bene come la tecnologia fosse all'epoca tutt'altro che compatta; il missile Hercules aveva una 'intelligenza artificiale' pari allo zero assoluto, potendo solo deviare in base agli ordini ricevuti e questo pur pesando al lancio quasi 5 tonnellate. L'elettronica di bordo era nella parte anteriore del vettore.

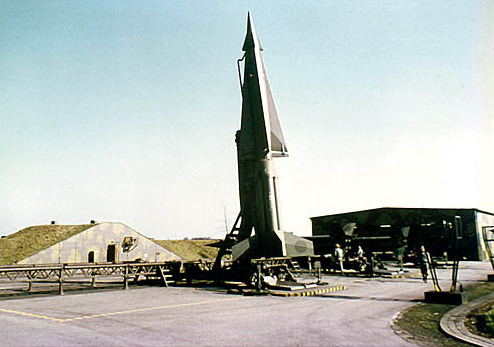
Una batteria di Nike Hercules tedesca

A partire dal modello B era possibile anche una modalità d'ingaggio per le basse quote, con un miglioramento della gittata e maneggevolezza rispetto al normale. Si trattava di lanciare il missile con una modalità speciale per l'accensione del secondo stadio: anziché essere avviato dopo 3/4 secondi dallo sgancio del booster, veniva ritardato a 9 secondi. Questo consentiva di ridurre la velocità e quindi il raggio di virata dell'Hercules. La gittata minima era comunque di 9 km, con una quota minima, in prossimità del sito di lancio, di 6 km. In ogni caso, nonostante l'introduzione del LOPAR le capacità del missile rimasero contro bersagli a bassa quota modeste. Ad alta quota, invece, la distanza stimata a cui era possibile colpire un missile in avvicinamento (di tipo aerolanciato, non balistico) era di 55 km, mentre un bombardiere a 24.000 metri era ingaggiabile a 92 km.
Vanno citati poi i vari sistemi di terra basati su postazioni fisse, ma anche centri di controllo e fuoco mobili, sistemati in container trainati da autocarri. Essi operavano con gli elaboratori analogici e un insieme di consolles, quadranti e schermi catodici che davano le informazioni necessarie all'azione di sorveglianza e di fuoco. Il nome del sistema mobile era CMHA, ed esso assicurava al sistema missilistico la funzionalità in caso di operazioni mobili, almeno per le batterie che ne erano dotate.
I requisiti del sistema Hercules erano anche stabiliti dalle situazioni ambientali difficili in cui doveva essere in grado di funzionare, con la richiesta di mantenere l'operatività 23 ore al giorno, 7 giorni su 7 e con umidità atmosferica del 100%, venti di 60 km/h, temperature da -20 a +50 ecc.
Il missile Hercules venne presto migliorato, con l'avvento del modello 'B', o M-6B, poi MIN-14B. Questo aveva alcune migliorie, pesava un poco di più, aumentava la velocità di 0,3 mach e di poco anche il peso. Per il resto si trattava, come già accennato, di miglioramenti soprattutto nel parco elettronico.
Il ruolo dell'Hercules 'B' era triplice, essendo antiaereo, antimissile e anti-superficie. In quest'ultimo compito, il sistema radar MTR guidava il missile in un percorso pre-programmato, ordinandogli ad un certo punto di picchiare. La testata era in genere nucleare, e il raggio superficie-superficie era di circa 185 km.
L'arma dimostrò di valere il suo impegnativo nome mitologico nel giugno 1960, con alcuni exploit quali l'abbattimento di un missile balistico Corporal (l'Hercules si dimostrò il primo missile antimissile), ma ancora più impressionante fu il test contro un altro Hercules, con intercettazione a 48 km dal punto di lancio, a 30.500 m e con velocità di impatto di mach 7. I primi Hercules 'B' vennero installati nel 1961.

## Servizio
L'Hercules originale entrò in linea nel 1958, quello migliorato 3 anni dopo. Le strutture di lancio erano in genere delle lunghe rampe in acciaio profilato, con depositi sotterranei protetti per i missili di riserva. La maggiore compattezza degli apparati elettronici di nuovo modello consentiva però una certa mobilità. Siccome il missile era dato in carico all'US Army invece che all'USAF la cosa venne presa in considerazione e dal 1961 si sperimentò un lanciamissili trainato per dare una certa mobilità all'arma. La colorazione, invece di uno sgargiante bianco e verde acceso, divenne spesso verde scuro di tipo 'Army'. Le dimensioni erano però davvero eccessive per tale compito, e la versione 'campale' venne lasciata decadere, nonostante esistessero le possibilità tecniche di mobilitare l'intera batteria.

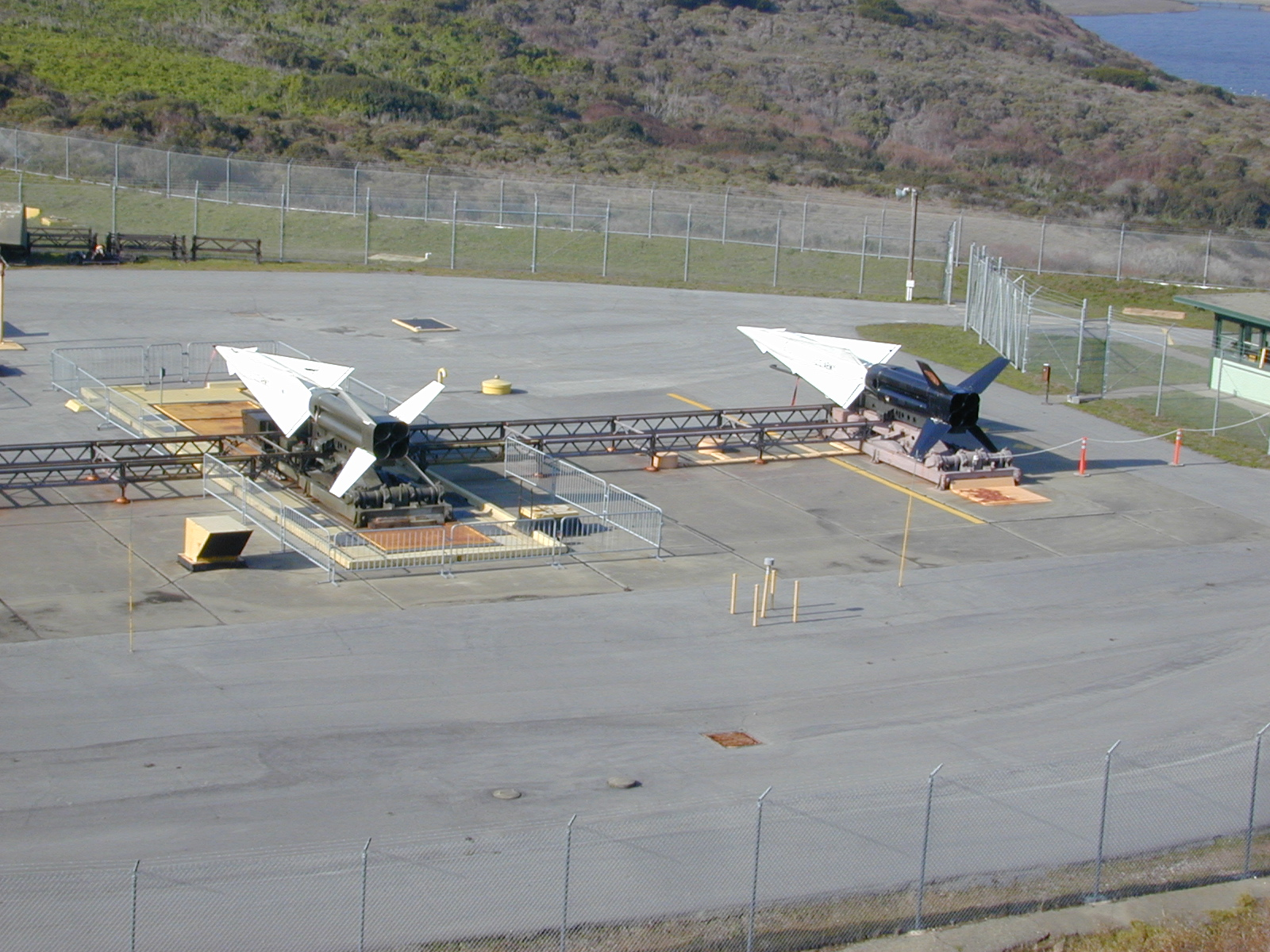
una sezione di lancio di missili Hercules

L'Hercules non era solo l'arma antiaerea di maggiore potenza e peso dell'US Army, ma anche l'unica con testata nucleare (opzionale).
Con gli anni, il numero delle batterie di Hercules arrivò, nel solo US Army, a ben 134 ma alcune fonti parlano di 145. Ognuna era dotata di rampe singole, probabilmente 12 per batteria. In teoria, questo schieramento era capace di coprire ad alta quota, circa 8 milioni di km², per cui ipotizzando una densità uniforme gli Hercules sarebbero stati sufficienti per coprire tutti gli USA continentali.
Le comunità delle basi Hercules erano diventate estremamente numerose e la loro storia nei decenni più importanti della Guerra Fredda meriterebbe non poche parole.
- Tra le cose citabili e in genere non ricordate, la presenza in ogni base di sentinelle a 4 zampe: i cani da guardia, usati soprattutto per la sorveglianza notturna delle ampie zone di lancio. In genere ve n'erano 4, ma potevano anche essere più numerosi.
- Un'altra particolarità era il livello di segretezza elevatissimo, accentuato dalla capacità nucleare del missile. Accadeva che persino in uno stesso sito di lancio, i tecnici addetti ai vari sotto-sistemi, come i radar, i missili e gli elaboratori, fossero praticamente isolati rispetto al lavoro degli altri operatori e non conoscessero i particolari e le mansioni che i loro compagni svolgevano. Nemmeno la promiscuità tra le varie branche dei siti di lancio era incoraggiata, perché parole importanti potevano essere sempre inavvertitamente pronunciate con le persone sbagliate e la regola fondamentale della segretezza è sempre stata che 'meno persone sanno, più a lungo il segreto è mantenuto'.
- Un ulteriore motivo di interesse era la sicurezza del personale, che era minacciata da molti fattori: esplosioni accidentali, cavi elettrici ad alto voltaggio, pozzi di lancio lasciati aperti, ma soprattutto, in questi siti si cominciarono a studiare con attenzione gli effetti delle microonde sulla salute, diramando ordini e suggerimenti al personale interessato. Gli effetti a lungo termine dell'esposizione a radar di tale potenza hanno costituito un motivo di interesse e di preoccupazione per il personale coinvolto, anche molto tempo dopo aver prestato servizio nelle batterie Hercules.
- Uno dei motti era 'Power is our business', che significava qualcosa di correlato non tanto al potenziale militare, quanto all'energia elettrica. Per mantenere attivi i radar, i calcolatori, le rampe e via dicendo anche in situazioni di crisi reale (dovevano essere previsti attacchi aerei e la privazione di fonti energetiche esterne alla base), vi erano elettrogeneratori e cavi ad alto potenziale ovunque, che impegnavano molto gli uomini delle batterie di lancio nella manutenzione e nelle esercitazioni operative.

### Dispiegamento in Italia
Nel 1959 si costituisce a Padova la 1ª Brigata Aerea Intercettori Teleguidati (IT), designata per l'impiego in Italia del sistema missilistico Nike. Articolata inizialmente su tre Gruppi IT, nel periodo di massima espansione (1968-1977) la 1ª Aerobrigata arriva ad un organico di 3 stormi IT, ciascun comprendente quattro Gruppi, per un totale di dodici Gruppi schierati a difesa del settore Nord/Nord-Est del Paese, dove verosimilmente sarebbe stato sferrato un ipotetico attacco da parte delle forze del Patto di Varsavia.
La capacità del missile Hercules di portare anche una testata nucleare e l’adozione da parte dell’A.M. di tale armamento speciale nel ruolo superficie-aria, fece sì che sette Gruppi IT (57°, 58°, 67º Gruppo intercettori teleguidati, 72º Gruppo I.T., 79º Gruppo I.T., 80° e 81°) dal marzo 1965 acquisirono la capacità nucleare ospitando, fino agli anni ottanta, nelle proprie strutture i paritetici Detachment/Custodial Team dell’United States Army (USAAD) che facevano capo al 559th Artillery Group del Comando Southern European Task Force (SETAF) di Vicenza.
Piani militari segreti del Patto di Varsavia, risalenti agli anni sessanta e resi pubblici nel 2005, prevedevano un attacco all'Italia attraverso la neutrale Austria con un bombardamento nucleare preventivo sulle città di Vienna, Monaco di Baviera, Innsbruck, Venezia, Padova, Vicenza, Verona, Ghedi e Piacenza. Le truppe russe-ungheresi consistenti in 7 divisioni motorizzate, 3 divisioni corazzate, 38 lanciamissili, 214 aerei da combattimento, 121 caccia, 24 aerei da ricognizione e 25 bombardieri con armi atomiche prevedevano di occupare il Nord Italia, attraverso le linee di penetrazione di Tarvisio e della Val Camonica, raggiungendo Brescia e Bologna in 13 giorni di combattimenti attestandosi poi saldamente sull'Appennino tosco-emiliano.
Lo schieramento era così articolato:
16º Reparto (poi 16º stormo) con sede sull'Aeroporto di Treviso con alle sue dipendenze:
- 56º Gr. IT - base logistica a Ca' Tron (TV), area lancio e area controllo a Marteggia (VE)
- 57º Gr. IT - base logistica, area lancio e area controllo a Ceggia (VE)
- 58º Gr. IT - base logistica, area lancio e area controllo a Cordovado (PN)
- 59º Gr. IT - base logistica a Vittorio Veneto (TV), area lancio a Pian Cansiglio (BL), area controllo a Monte Pizzoc (TV)

7º Reparto I.T. con sede sull'Aeroporto di Vicenza con alle sue dipendenze:
- 64º Gr. IT - base logistica a Bassano del Grappa (VI), area lancio a Forcelletto (BL), area controllo a Cima Monte Grappa (TV/BL)
- 65º Gr. IT - base logistica, area lancio e area controllo all'Aeroporto di Brescia-Montichiari
- 66º Gruppo Intercettori Teleguidati - base logistica a Tonezza del Cimone (VI), area lancio al Passo Coe (Base Tuono TN), area controllo sul Monte Toraro (VI)
- 67º Gruppo intercettori teleguidati - base logistica a Roncà (VR), area lancio e area controllo a Monte Calvarina (VI/VR)

17º Reparto (poi 17º stormo) con sede sull'Aeroporto di Padova con alle sue dipendenze:
- 72º Gruppo I.T. - base logistica, area lancio e area controllo a Bovolone (VR)
- 79º Gruppo I.T. - base logistica, area lancio e area controllo a Zelo (Giacciano con Baruchella) (RO)
- 80º Gr. IT - base logistica, area lancio e area controllo a Bagnoli di Sopra (PD)
- 81º Gr. IT - base logistica, area lancio e area controllo a Chioggia (VE)

La presenza dei potenti Hercules, tra le prime armi missilistiche "mature" e pienamente sviluppate, ebbe un ruolo di primo piano nell'"età dell'oro" della missilistica americana (e non solo) tra gli anni '50 e i primi anni '70, ma anche l'immaginario dell'opinione pubblica venne impressionato dalle fantastiche prestazioni delle nuove armi (e vettori spaziali), come si vede dalle opere fantascientifiche dell'epoca, in film, cartoni animati e fumetti. Nelle avventure mirabolanti ideate da Stan Lee, specialmente nei Fantastici quattro, quest'atmosfera era molto presente. Anche in prima persona i missili MIN-14, con la loro sagoma avveniristica, possente e aggressiva, avrebbero potuto far bella figura in una storia di fantascienza. In un episodio del Mitico Thor, per esempio, l'eroe distrugge una batteria di missili praticamente uguali al Nike.
Da notare, tornando all'arma di per sé e ricordando i test contro i missili, specialmente quello contro un altro Hercules, che il MIN-14 era talmente potente, ad alta quota, che poteva ingaggiare i bombardieri anche se ampiamente supersonici. L'ingaggio contro il missile Hercules avvenne infatti ad una quota maggiore e a una velocità comparabile con quella del ricognitore Lockheed SR-71 Blackbird, che diversi anni prima di entrare in servizio era già teoricamente ingaggiabile dai missili di questo tipo, a patto che fosse attaccato frontalmente (altrimenti la differenza di velocità sarebbe stata assai ridotta). Nominalmente, anche il bombardiere Convair B-58 Hustler del 1960 era ampiamente vulnerabile, pur toccando oltre mach 2 a 18000 metri.
Ad un certo punto, la versione nucleare del missile venne fatta uscire di produzione, non reputando saggio far esplodere armi atomiche sul proprio territorio sia pure per difendersi da un attacco similare. Questo accadde nel 1964.
Nel 1972 infine entrò in servizio l'MIM-14 C, con migliori sistemi elettronici e manovrabilità, verosimilmente anche più efficace a bassa quota.

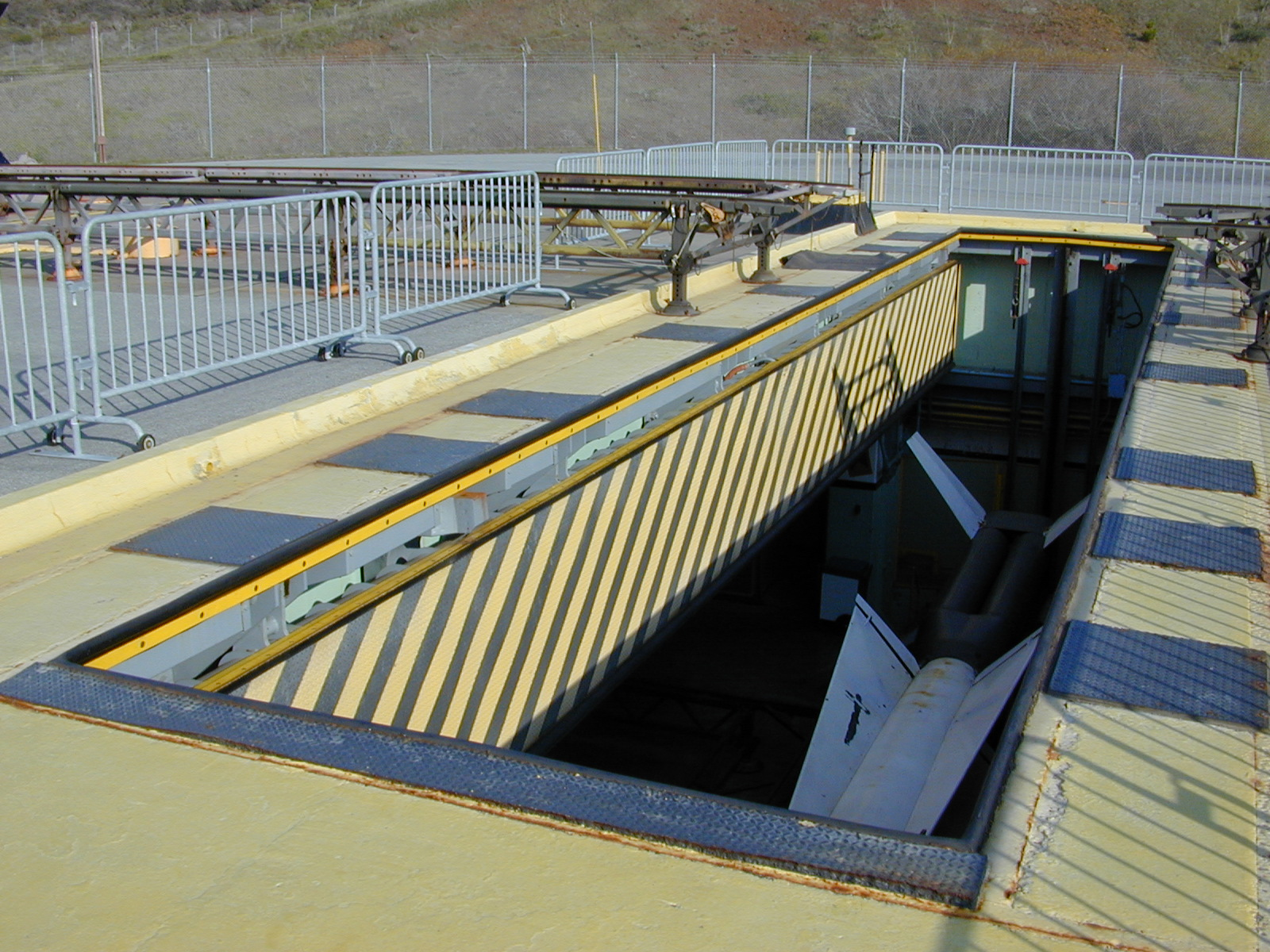
Le basi di lancio fisse per i Nike comprendevano degli elevatori da depositi sotterranei, quasi fossero stati degli impianti missilistici navali. I magazzini erano realizzati in maniera pesante per resistere anche ad attacchi aerei, sebbene non fossero progettati per reggere attacchi nucleari ravvicinati

Ma oramai gli Hercules erano in fase di ritiro. L'ultima batteria americana metropolitana venne disattivata nel 1974, in Alaska le batterie rimasero fino alla fine del decennio. In Europa, invece, gli Hercules vennero radiati nel 1984. Nel frattempo entravano in servizio i primi MIM-104 Patriot, ben più moderni e mobili e con un unico radar multimodale, capace di controllare più ingaggi, anche a bassa quota, simultaneamente.
Ma essi non rimpiazzarono le batterie da difesa aerea metropolitana, che smisero di esistere come tali. Da allora il territorio USA è stato difeso solo da aerei intercettori (in contrasto con le oltre 5.000 rampe di lancio per missili SAM a difesa dell'URSS).
Nel resto del mondo il missile ha avuto esportazioni notevoli: Paesi che ebbero dapprima l'Ajax e anche nuovi clienti schierarono gli Hercules, in genere con assegnazione all'Aeronautica. Tra questi il Belgio, Corea del Sud, Danimarca, Germania Occidentale, Giappone, Italia, Norvegia, Paesi Bassi e Turchia. Anche Taiwan ebbe un battaglione da 48 rampe di lancio assegnato all'esercito, mentre il Giappone produceva la versione non nucleare del missile ancora alla fine degli anni '70, malgrado l'arma fosse obsoleta.
Nel corso degli anni il missile venne ulteriormente aggiornato per rimanere ragionevolmente efficace, con l'introduzione anche di calcolatori digitali, ma la sua utilità contro bersagli in volo a bassa quota, capaci di tenere 30–150 m anche con cattivo tempo, è pressoché nulla (la minima quota di ingaggio è di circa 300–500 m).
L'Italia dall'inizio degli anni '60 ha avuto gli Hercules in linea con 3 Stormi IT (Intercettori teleguidati), che negli anni '90 erano ridotti a 2: il 16º di Treviso, il 17º di Padova appartenenti alla 1ª Brigata Aerea. Essi avevano il compito della difesa del Nord-Est e nel tempo ricevettero un totale di 96 rampe di lancio e, si stima, 500-700 missili. Nel 1998 Il 16º Stormo di Treviso venne sciolto; nel 2005 l'ultimo missile NIKE Hercules italiano venne lanciato dal Poligono Sperimentale Interforze del Salto di Quirra in Sardegna. La 1ª Brigata Aerea è stata convertita ad altri compiti. In tutto essi impegnavano migliaia di uomini per difendere un'area di circa 640x280 km.
Questi missili avrebbero dovuto essere rimpiazzati già nei primi anni '90 da 20 batterie di Patriot, con 1280 ordigni, ma i costi elevati, 5500 miliardi di Lire, hanno fatto annullare il programma. Già allora si trattava di missili ed elettronica da museo e adesso se sono ancora attivi non hanno alcuna funzione pratica se non quella di far restare viva la specialità della difesa missilistica antiaerea.
Gli ultimi dei 25.000 missili ancora in servizio si trovano in Corea e Taiwan. La Germania, i Paesi Bassi, Taiwan e il Giappone li hanno effettivamente sostituiti con i Patriot, ma i costi dei nuovi missili sono risultati proibitivi per la maggior parte degli utenti, oltre il fatto che il concetto della difesa aerea su missili ha perso peso rispetto all'importanza dei caccia intercettori.
In Corea e Taiwan le armi rimaste non svolgono più ruoli antiaerei, ma a quanto risulta dalle poche notizie disponibili essi sono stati modificati per il ruolo di missile superficie-superficie, come tra l'altro era possibile già con il MIM-14B, sebbene solo come possibilità secondaria. Può essere che la gittata sia in questo ruolo di 200–300 km.

## Comparazioni
L'Hercules si dimostrò assai di successo rispetto ad armi più ambiziose come il Bomarc, con prestazioni inferiori ma sufficienti per qualunque compito pratico e un'economia tale (pur essendo ancora un sistema molto costoso in termini assoluti) da rendere possibile un largo dispiegamento di batterie, coprendo meglio i settori a bassa quota con numerosi punti di lancio.
Comparato ai sistemi sovietici l'Hercules si trovava, come pesi, in una condizione unica: pesava il doppio dell'SA-2 Guideline e la metà dell'SA-5 Gammon, l'arma che in prestazioni e filosofia d'uso gli somigliava e lo superava (200–300 km di gittata), tanto che questa si potrebbe considerare in realtà l'alternativa al Bomarc (entrambi hanno un radar di scoperta a bordo, come un caccia intercettore). Ma considerando la diffusione delle armi, il più diretto parallelo è in genere riferito al Guideline.

### MIN-14 vs. SA-2
L'SA-2 è un'arma potente, ma molto più semplice dell'Hercules. Ha una gittata molto inferiore, mentre la tangenza è sufficientemente comparabile e comunque adeguata per le minacce tipiche. L'SA-2 ha una portata pari a circa un terzo, ma la massa è pure molto minore, pari a quella del solo booster del Nike Hercules, per cui non è strano che esso sia limitato in comparazione all'equivalente americano.
La velocità di punta, oltre mach 3, è simile per entrambi i sistemi, come anche il fatto che hanno due stadi con booster sganciabile. Per il resto, aerodinamicamente sono molto diversi, con l'arma sovietica dal disegno più convenzionale e meno efficiente in termini aerodinamici. Probabilmente però, l'ampia superficie di controllo dà al Guideline più maneggevolezza negli ingaggi aerei.
Inoltre è molto più economico, ha una mobilità tattica ridotta ma molto superiore rispetto al sistema americano (esistono anche versioni su scafo cingolato, e in ogni caso un'intera batteria standard, con 6 lanciatori e i radar, è spostabile con autocarri a trazione integrale in poche ore), e le sue qualità complessive, nonostante la ridotta tecnologia che ha, lo hanno reso pressoché ubiquo nel mondo per decenni.
L'SA-2 è stato più facile ad essere schierato in grandi numeri e anche in zone campali, per cui poteva far fronte alla minore portata con la mobilità e il numero. Inoltre, l'SA-2, specie negli ultimi modelli, è molto più versato nell'ingaggio di bersagli a bassa quota, fino a meno di 100 m di quota, se necessario.
In termini di letalità e precisione, l'SA-2 (che in alcune versioni era forse armato di testata nucleare), ha una testata similmente potente, ma è forse meno resistente alle ECM, anche se in ogni caso entrambi sono nati come missili radiocomandati. Peraltro, se esso ha dato solo un PK (Probability of Kill) del 2% in Vietnam, bisogna anche dire che la PK del ben più costoso Hercules venne trovata, in esercitazioni più 'realistiche', del 5%, nonostante che il costo del missile americano fosse di diverse volte quello dell'arma russa, con un rapporto costo-efficacia probabilmente peggiore. Gli ultimi tipi di SA-2 hanno introdotto sistemi di guida migliorati, come anche le spolette di prossimità. Oltre a questo, i missili sovietici di questo tipo hanno un apparato ausiliario ottico, per la guida in condizioni di disturbo o silenzio radar, in teoria utilizzabile anche per attacchi diretti contro obiettivi di superficie (inclusa la difesa costiera).
Nell'insieme, l'SA-2 è un missile che ha retto abbastanza bene il confronto costo-efficacia con il potente MIM-14 Hercules, specie se abbinato ai missili strategici SA-5 Gammon a lungo raggio, per le azioni più impegnative. Inoltre, pur essendo un'arma nata per affrontare i bombardieri in quota, ha saputo evolversi in maniera apprezzabile per affrontare aerei tattici a quote medie e basse e a tutt'oggi la sua struttura dal volume abbondante ma non eccessivo è usata per sviluppare varie nuove versioni, con tecnologie relativamente avanzate (per esempio, l'FT-2000).
L'Hercules, comunque, non è mai stato impiegato in azioni belliche per cui la questione sulla sua superiorità (certamente tecnica, ma non necessariamente operativa) resta accademica. Se un missile statico a lunga gittata sia migliore di uno più mobile a medio raggio è difficile dire, ma le postazioni fisse, specie se prive di difesa ravvicinata, hanno dimostrato di essere molto vulnerabili agli attacchi aerei ben coordinati, specie sfruttando le quote basse o i missili antiradar (esempio: attacco alle basi SA-5 in Libia, 1986).
Riassunto delle differenze SA-2/Nike Hercules
| Dati                                     | Nike Hercules             | SA-2                          |
| ---------------------------------------- | ------------------------- | ----------------------------- |
| Tipo                                     | SAM a lungo raggio        | AAM a medio-lungo raggio      |
| Peso totale                              | 4500–4850 kg.             | 2200–2400 kg.                 |
| Motori                                   | 4+1                       | 1+1                           |
| Testata                                  | 280 HE/nucleare           | 190 HE/Nucleare(?)            |
| Velocità                                 | 3.35-3.65 mach.           | 3-3.5 mach.                   |
| Gittata                                  | 140 km.                   | 30–50 km.                     |
| Tangenza                                 | 30 km.                    | 20–30 km.                     |
| Quota minima                             | 300–500 m.                | 100–300 m.                    |
| Guida                                    | radiocomandata            | radiocomandata (generalmente) |
| Spoletta                                 | radiocomandata            | radiocomandata o prossimità   |
| Guida ottica alternativa                 | No                        | Sì                            |
| Capacità ingaggio bersagli a bassa quota | quasi nulla               | limitata                      |
| Ingaggio bersagli di superficie          | Solo con testata nucleare | Sì                            |
| Guida ottica alternativa                 | No                        | Sì                            |
| Mobilità                                 | generalmente nulla        | limitata, ma sempre presente  |

Quello che appare certo è la sostanziale identità di questi 2 sistemi missilistici con le possibilità economiche e le tecnologie disponibili nei 2 blocchi contrapposti durante la Guerra Fredda, con produzione sufficiente (25.000+ missili Hercules, e forse oltre 100.000 SA-2) per schierare un gran numero di batterie sia per le esigenze nazionali che per la difesa di alleati esteri. Nonostante la complessità e il costo, essi hanno avuto così una grande importanza nella difesa aerea di ogni zona importante dei blocchi e di Paesi terzi. Nonostante che i missili più moderni siano assai compatti e di semplice gestione, il costo nondimeno è stato tale che essi (segnatamente il SA-10/12 e il Patriot) non hanno raggiunto minimamente il successo di export della generazione che erano intesi di dover sostituire, e che è stata ammodernata o radiata senza successori.